# Keminmaa
Keminmaa is een gemeente in het Finse landschap Lapland. De gemeente heeft een totale oppervlakte van 627,17 km² en telt 7.771 inwoners (2022).

## Geboren in Keminmaa
- Hannu Tihinen (1976), voetballer